# 原価加算契約
原価加算契約 (英: Cost-plus contract) は、請負業者が承認を得た実費に加えて、利益を出すための追加の支払いを得る契約である。実費償還契約、実費精算契約、コストプラス契約、コストプラスフィー契約とも呼ばれる。原価加算契約は、発生した費用に関係なく請負業者に固定金額が支払われる固定価格契約とは対照的である。

## 種類
原価加算契約には4つの一般的な種類があり、それらはすべて発注者が負担すべき合理的な費用に加え、契約の種類によって異なる料金や利益を支払う。
- コストプラス定額フィー（ CPFF ）契約では、契約形成時に合意された事前に決定された料金を支払う。
- コスト・プラス・インセンティブ・フィー（ CPIF ）契約では、コスト削減を含め、パフォーマンス目標を達成または上回る契約に対して、より大きな料金が支払われる[1]。
- コスト・プラス・アワード・フィー（ CPAF ）契約では、請負業者の業績に基づいて料金を支払う。契約によっては、料金は報奨料金委員会によって主観的に決定されるが、客観的な業績指標に基づいた料金の契約になっていることもある。たとえば、航空機開発契約は、請負業者が特定の速度、範囲、または貨物容量の目標を達成した場合に、報奨金を支払う。
- コスト・プラス・パーセンテージ・オブ・コスト (CPPC)契約では、請負業者のコストが上昇するにつれて上昇する料金を支払う。この契約の種類、請負業者がコストを管理するインセンティブを提供しないため、民間企業では普及しているが、政府の契約で利用されることはめったにない。米国連邦調達規則は、米国連邦政府との契約にこの種類を使用することを明確に禁止している（FARパート16.102）。

## 使用法
契約履行のリスクを請負業者ではなく購入者に課すことが望ましい場合は、原価加算契約が適切である。研究開発のように、購入物を明示的に定義できない場合、または最終的なコストを正確に見積もることができない場合に、最も一般的に使用される。

## 長所と短所
長所：
- 原価加算契約は、宇宙開発計画のように、パフォーマンス、品質、または納期がコストよりもはるかに重要である場合によく使用される[2]。
- 請負業者がコストを見積もり切れない場合に、リスクを価格に上乗せる必要がないため、最終コストは固定価格契約よりも低くなる可能性がある[2]。
- 市場や価格の競争がほとんどない場合、最終的なコストは固定価格契約よりも低くなる可能性がある[2]。
- 請負業者の作業の品質をより詳細に監視および制御できる[2]。
- 柔軟性があり、仕様の変更が可能である[2]。

短所：
- 最終的な費用予測が難しい場合がある[2]。
- 許容可能なコストのみが支払われ、請負業者が適切な全体的なコスト管理を実行していることを確認するために、追加の監視と管理が必要になる。